# The Heart of Maryland
The Heart of Maryland is een Amerikaanse dramafilm uit 1927 onder regie van Lloyd Bacon.

## Verhaal
Mary Calvert is een jong meisje uit het Zuiden. Bij het uitbreken van de Amerikaanse Burgeroorlog lijdt haar loyaliteit aan de Confederatie geen enkele twijfel. Haar verloofde Alan Kendrick is de zoon van een generaal uit Virginia en hij sluit zich aan bij het leger van de Unie. Kapitein Fulton Thorpe is ook verliefd op Maryland. Omdat hij uit het leger wordt gegooid, gaat hij als spion werken voor de Confederatie. Hij zorgt ervoor dat Kendrick ter dood wordt veroordeeld. Zijn geliefde schiet hem juist op tijd te hulp.

## Rolverdeling
| Acteur              | Personage                |
| ------------------- | ------------------------ |
| Dolores Costello    | Maryland Calvert         |
| Jason Robards sr.   | Majoor Alan Kendrick     |
| Warner Richmond     | Kapitein Fulton Thorpe   |
| Helene Costello     | Nancy                    |
| Carroll Nye         | Lloyd Calvert            |
| Charles Edward Bull | Abraham Lincoln          |
| Erville Alderson    | Generaal-majoor Kendrick |
| Paul Kruger         | Tom Boone                |
| Walter Rodgers      | Ulysses S. Grant         |
| Jim Welch           | Robert E. Lee            |
| Orpha Alba          | Mammy                    |
| Myrna Loy           | Mulatta                  |
| Harry Northrup      | Joseph Hooker            |
| Nick Cogley         | Eli Stanton              |
| Lew Short           | Allan Pinkerton          |